# جاده ای۱۰۲
جاده ای۱۰۲ (به انگلیسی: A102 road) یکی از جاده‌های کشور انگلستان است.
این جاده از ناحیه کلاپتون شروع و در ناحیه بلکهیث، لندن به پایان می‌رسد، طول این جاده ۱۱.۱ کیلومتر است و تونل بلکوال منطقه شمال و جنوب رود تیمز را در این جاده به یکدیگر متصل میکند.